# Rein Taaramäe
Rein Taaramäe (Tartu, 24 aprile 1987) è un ciclista su strada estone che corre per la Kinan Racing Team. Professionista dal 2008, ha vinto due tappe alla Vuelta a España e una al Giro d'Italia 2016. Nel 2021, grazie a una lunga fuga, vince la 3ª tappa della Vuelta a España 2021 con arrivo a Picón Blanco salendo in vetta nella classifica generale, indosserà la maglia rossa fino alla 5ª tappa, venendo poi rimpiazzato, dal francese Kenny Elissonde.

## Palmarès

### Strada
- 2006

Campionati estoni, Prova a cronometro Under-23
Grand Prix de Plouay Espoirs
1ª tappa Kreiz Breizh Elites (Ploërdut > Ploërdut, cronometro)
- 2007

4ª tappa Circuit des Ardennes
Campionati estoni, Prova a cronometro
- 2008 (Cofidis, tre vittorie)

2ª tappa Grand Prix du Portugal (Penafiel > Penafiel)
3ª tappa Grand Prix du Portugal (Felgueiras > Alto Santa Quitéria)
6ª tappa Tour de l'Avenir (Blaye-les-Mines > Blaye-les-Mines, cronometro)
- 2009 (Cofidis, quattro vittorie)

Campionati estoni, Prova in linea
Campionati estoni, Prova a cronometro
4ª tappa Tour de l'Ain (Belley-Culoz > Col du Grand Colombier)
Classifica generale Tour de l'Ain
- 2011 (Cofidis, due vittorie)

Campionati estoni, Prova a cronometro
14ª tappa Vuelta a España (Astorga > Somiedo)
- 2012 (Cofidis, una vittoria)

Campionati estoni, Prova a cronometro
- 2013 (Cofidis, una vittoria)

Campionati estoni, Prova in linea
- 2014 (Cofidis, due vittorie)

3ª tappa Presidential Cycling Tour of Turkey
Tour du Doubs
- 2015 (Astana, tre vittorie)

Vuelta a Murcia
Classifica generale Vuelta a Burgos
Classifica generale Arctic Race of Norway
- 2016 (Team Katusha, tre vittorie)

20ª tappa Giro d'Italia (Guillestre > Sant'Anna di Vinadio)
2ª tappa Tour of Slovenia (Nova Gorica > Golte)
Classifica generale Tour of Slovenia
- 2019 (Direct Energie, una vittoria)

Campionati estoni, Prova a cronometro
- 2021 (Intermarché-Wanty-Gobert Matériaux, due vittorie)

Campionati estoni, Prova a cronometro
3ª tappa Vuelta a España (Santo Domingo de Silos > Picón Blanco)
- 2022 (Intermarché - Wanty - Gobert Matériaux, una vittoria)

Campionati estoni, Prova a cronometro
- 2023 (Intermarché-Circus-Wanty, una vittoria)

Campionati estoni, Prova a cronometro
- 2024 (Intermarché-Wanty, una vittoria)

Campionati estoni, Prova a cronometro

#### Altri successi
- 2008 (Cofidis)

Classifica a punti Grand Prix du Portugal
- 2009 (Cofidis)

Classifica scalatori Vuelta al País Vasco
Classifica giovani Tour de Wallonie
Classifica giovani Tour de l'Ain
- 2011 (Cofidis)

Classifica giovani Critérium International
Classifica giovani Parigi-Nizza
- 2015 (Astana)

2ª tappa Vuelta a Burgos (Burgos > Burgos, cronosquadre)
- 2020 (Total Direct Énergie)

Classifica scalatori Tour du Rwanda

## Piazzamenti

### Grandi Giri
- Giro d'Italia

2016: 29º
2021: 51º
2022: 46º
2023: non partito (10ª tappa)
- Tour de France

2010: ritirato (13ª tappa)
2011: 11º
2012: 36º
2013: 102º
2014: 88º
2015: ritirato (11ª tappa)
2018: fuori tempo massimo (12ª tappa)
2019: 66º
- Vuelta a España

2009: 74º
2011: ritirato (17ª tappa)
2016: ritirato (7ª tappa)
2017: 147º
2021: 55º
2022: ritirato (17ª tappa)
2023: ritirato (14ª tappa)
2024: ritirato (18ª tappa)

### Classiche monumento
- Milano-Sanremo

2022: 140º
- Liegi-Bastogne-Liegi

2010: ritirato
2011: 77º
2013: 123º
2015: 67º
2016: ritirato
2017: 151º
2018: ritirato
2024: ritirato
- Giro di Lombardia

2016: ritirato
2017: 70º
2021: 75º
2022: ritirato
2023: ritirato

### Competizioni mondiali
- Campionati del mondo

Vienna 2005 - Cronometro Juniores: 11º
Vienna 2005 - In linea Juniores: 90º
Salisburgo 2006 - Cronometro Under-23: 19º
Salisburgo 2006 - In linea Under-23: 90º
Stoccarda 2007 - Cronometro Under-23: 16º
Stoccarda 2007 - In linea Under-23: 47º
Varese 2008 - Cronometro Elite: 29º
Varese 2008 - In linea Elite: ritirato
Mendrisio 2009 - In linea Elite: ritirato
Limburgo 2012 - Cronometro Elite: 35º
Limburgo 2012 - Cronosquadre: 21º
Limburgo 2012 - In linea Elite: ritirato
Ponferrada 2014 - Cronometro Elite: 36º
Ponferrada 2014 - In linea Elite: ritirato
Richmond 2015 - Cronometro Elite: 29º
Richmond 2015 - In linea Elite: 14º
Innsbruck 2018 - In linea Elite: ritirato
Yorkshire 2019 - In linea Elite: ritirato
- Giochi olimpici

Pechino 2008 - Cronometro: 47º
Pechino 2008 - In linea: 16º
Rio de Janeiro 2016 - In linea: ritirato

### Competizioni europee
- Campionati europei

Mosca 2005 - Cronometro Juniores: 6º
Mosca 2005 - In linea Juniores: 72º
Valkenburg 2006 - Cronometro Under-23: 14º
Valkenburg 2006 - In linea Under-23: ritirato
Sofia 2007 - Cronometro Under-23: 2º
Sofia 2007 - In linea Under-23: 80º
Plumelec 2016 - Cronometro Elite: 17º
Plumelec 2016 - In linea Elite: ritirato
Trento 2021 - In linea Elite: ritirato
Drenthe 2023 - Cronometro Elite: 25º